# 富强上弄历史文化街区
富强上弄历史文化街区位于江西省景德镇市珠山区，是第一批江西省历史文化街区。富强弄分为上下弄，位于中山南路，与涂家坦、黄家洲、安弄、花园里、里仁弄相通。清代，因进口处呈V形，形似裤裆，称作裤裆弄。后因富商云集，改称富商弄。苏湖会馆设于此处，自民国起开办学校。1973年，富商弄更名为富强弄。
2015年，富强上弄历史文化街区公布为第一批江西省历史文化街区，保护范围北至花园里弄；西至富强上弄、太和上弄、再胜上弄、董家上岭横弄西巷口；东至塘塝偄巷东10—50米；南接大黄家上弄。占地面积3.30公顷。。
| 名称                 | 编号                 | 类型                 | 所在                 | 时代                 | 图片                 |
| 江西省文物保护单位   | 江西省文物保护单位   | 江西省文物保护单位   | 江西省文物保护单位   | 江西省文物保护单位   | 江西省文物保护单位   |
| 景德镇市文物保护单位 | 景德镇市文物保护单位 | 景德镇市文物保护单位 | 景德镇市文物保护单位 | 景德镇市文物保护单位 | 景德镇市文物保护单位 |
| -------------------- | -------------------- | -------------------- | -------------------- | -------------------- | -------------------- |